# Herenthout
Herenthout es una localidad y municipio de la provincia de Amberes en Bélgica. Sus municipios vecinos son Grobbendonk, Heist-op-den-Berg, Herentals y Nijlen. Tiene una superficie de 23,6 km² y una población en 2020 de 9.094 habitantes, siendo los habitantes en edad laboral el 64% de la población.
El principal monumento de la localidad es el Castillo de Herlaar, la antigua casa de los señores de Herenthout. Este pueblo es también conocido por tener el desfile de carnaval oficialmente reconocido más antiguo organizado en Bélgica, con la primera edición que se remonta a 1882.
Durante la Primera Guerra Mundial, muchos habitantes de Bousbecque (pueblo de Francia junto al frente), fueron evacuados y alojados en Herenthout hasta el final de la guerra.

## Demografía

### Evolución
Todos los datos históricos relativos al actual municipio, el siguiente gráfico refleja su evolución demográfica.
| Gráfica de evolución demográfica de Herenthout entre 1846 y 2020 |
|                                                                  |

## Personas notables de Herenthout
- Achiel Bruneel, ciclista.
- Johan Van Herck, tenista.